# リミット (漫画)
『リミット』は、すえのぶけいこによる日本の漫画作品並びにそれを原作としたテレビドラマ。
『別冊フレンド』（講談社）にて2009年11月号から2011年10月号まで連載された。単行本は全6巻。
クラスの頂点のグループに所属して要領の良い生活を送っていた主人公が、ある事故を期にそれまでの日常生活から放り出されてサバイバルに巻き込まれる物語。これまでのすえのぶの作品とは異なり、いじめをメインテーマとしていない本格的なサスペンス作品である。
2013年7月にテレビドラマ化された。

## 物語
神奈川県立陽乃高等学校に通う高校2年生の今野水希は、クラスの頂点に立つ姫澤さくらのグループに属し、彼女が教える処世術で、周囲の空気を読みつつ流れに身を任せ、要領良く生きていた。
ある日、学校行事の交流キャンプへ行く途中、運転手の過労死により乗っていたバスが崖下へ転落するという事故が発生。さくらを含むクラスメイトの大半が死亡し、奇跡的に助かったのは、さくらを一番の友達だと思っていた市ノ瀬ハル、いじめられっ子の盛重亜梨沙、常に冷静で頭の回転が早い神矢知恵子、気弱で大人しい薄井千影、そして水希の5人だけだった。
こうして、5人は生き残るためにサバイバル生活を送ることになるが、盛重が豹変し今野達を支配し始めたことがきっかけとなって5人の人間関係は大きく変化し、さらに薄井が今野たちの下から逃走してしまう。そんな時、水希達の前に彼女達同様生き残っていた1人の男子・日向晴明が現れ、水希達は彼を仲間に加えて一緒に救助を待つことになった。
日向が仲間に加わり希望が見えたかに思われたが、彼の登場によって今野たちを支配していた盛重が追い詰められ始め、再び水希達の関係は大きく変化する。そんな中、行方不明になった薄井が斬殺された遺体となって発見されたことにより、水希達の結束は再びバラバラになってしまう。はたして薄井を殺害したのは誰なのか？そして、メンバー達は無事に救出されるのか？

## 登場人物
今野 水希（こんの みずき）
本作の主人公。県立陽乃高等学校2年4組在籍。同じグループであるさくら達からは今野（コンノ）と呼ばれていた。肩近くまで伸びた黒髪に、頭上のシュシュが特徴。家族は両親と姉が1人いる。
中学生の時にいじめに遭いかけていた親友を庇ったことが原因で、自分がいじめられた上、庇った友人にすら見捨てられたという過去がある。それ以来、周りの空気を読みながら流れに身を任せ、面倒なことには気づかない振りをして過ごし、高校2年になってからはさくらをリーダーとするクラスの中心グループに属して要領の良い生活を送っていた。しかし、バス事故で生存するもさくらを失い、更に今までいじめていた盛重に逆襲されたことで「完璧な生き方」をしていた日常から放り出されることとなる。
同じグループの市ノ瀬ハルとは友人だったが、ハルよりも成績も容姿も良かったためにハルから劣等感を抱かれており、更にいつでもさくらに媚びて彼女の味方ばかりしていたためハルに嫌われていた。そのことは自分も周囲も全く気づいておらず、事故に遭った後でハル本人の口からそのことを知らされることになる。また、中学時代は水泳部であり、高校に入っても続けていたが、タイムが伸び悩んだために1年で退部している。
事故が起きた当初はやけに冷静でいる神矢らを信用せず、緊迫感もあって自分勝手な行動をしていた。しかし、友人だったハルが自分に危害を加えようとしたことによるショックで自分が上手く泳げていなかった事実を目の当たりにし、ハルの謝罪もあって彼女と和解。神矢とも交流を深めていく。
後に薄井が逃げ出した際に彼女に洞窟に戻るように説得するが、今までさくらたちと一緒に盛重をいじめていたことを責められ、「弱い人間を見下している人間の言うことは信用できない」と言われたため、薄井を連れ戻すことができなかった。その後、薄井が死に、ハルがその犯人と決めつけられ転落したことによって精神的に追い詰められ始める。
殺人事件の真相を知った際には日向にそのことを突きつけるも、彼に殺されそうになるが、神矢の合流により止められる。日向と和解した後、救助を拒む神矢や盛重を説得し、救助されてからは暫く昏睡状態になっていたが、生きていたハルらと再会。事件後、水希ら5人は他のクラスに移動することになったが、神矢らと親しい間柄となった。
神矢 知恵子（かみや ちえこ）
水希のクラスメイト。三つ編みにした髪に眼鏡と、一見大人しそうな特徴とは裏腹に、冷静で正義感の強い少女。5人兄弟の長女であり、兄弟の写真を持ち歩いている。
幼い頃、祖父にキャンプに連れて行ってもらった時にサバイバル知識を教えてもらっており、事故が起きた当初はメンバーの中で唯一迅速に行動し、バスから役立ちそうな物を集めるなど、水希達と生き延びるために様々なサバイバル知識を活用する。
正義感の強さゆえに、さくら達が盛重をいじめているのを制止したため、一時期さくらや水希達にからかわれたことがある。事故後は、半ば非情とも言えるほど冷静で合理的な判断の上での行動を繰り返し、事故のショックから抜け出せない水希にも当初は苦言を呈していた。また、兄弟達のために何としても生き残ろうと、鎌を持って権力を振りかざす盛重には興奮させないために従い、薄井が1人で行動するようになったことに対して「彼女自身の心の弱さにも問題がある」など、協調性の無さから水希から冷酷と評価された。
後に水希たちと和解し、個人主義のためクラスでは親しい友人がおらず、水希らがさくらと行動を共にしているのに疑問を持っていたことや、薄井のことで「正面からぶつかって来たのは水希が初めて」と彼女に打ち明けた。また、洞察力もあり、盛重が家庭で暴力を受けていることを密かに見抜き、日向の様子も疑っていた。
殺人事件の真相を知った水希が日向に殺されそうになっている所を目撃し、彼を追い詰めるが、抵抗した日向に背中を鎌で切りつけられてしまう。ヘリコプターからの救出が来た際には、切りつけられた傷の重傷を水希に訴える。彼女らだけ先に救出されることを指摘したが、水希に拒否され、共にヘリコプターで救出される。事件後は水希らと親しい間柄となった。
盛重 亜梨紗（もりしげ ありさ）
水希のクラスメイト。あだ名はモリコ。太った体型の女子で、地味で根暗な性格。いつも1人で漫画を描いており、タロットカードを使った占いを得意としている。首からお守りのようなペンダントをぶら下げている。
事故に遭う前は友人がおらず、さくらのグループからいじめられ、他のクラスメイトからも冷たくされ、さくら達を始めとするクラスメイトらにされてきたことを事細かに記録し、『処刑者リスト』を作成していた。クラスの中でも特にさくらを嫌っており、彼女の死を知った際は異常に喜んでいた。また、事故に遭う前は学校でいじめられていただけでなく、日常的に家庭で父親から暴力を受けており、家庭にも学校にも居場所がない状況の中で孤独に耐えていたことが明かされた。そのため男性を嫌い、気さくに接する日向に対しても心を開かず、始めから彼を疑っていた。
交流キャンプに行く順番を決めるくじ引きをさくら達に押し付けられたが、そのくじ引きでキャンプに行く順番が最後になってしまったためクラスメイトを不機嫌にさせてしまい、押し付けたさくらのことを恨んでいた。
バスの事故で生存した後、性格が一変。担任の済田が持っていた鎌を手に入れ、今までいじめられてきた報復として水希達に鬱憤を晴らそうと身分制度を作り、支配し始める。しかしその後、薄井が逃げ出した際に鎌を奪われたことと日向の登場がきっかけで徐々に追い詰められ、遂には自らの命を絶とうとする。しかし、結局未遂に終わり、日向への憎しみが再燃したことで再び立ち上がり、鎌を持っていた薄井と接触した。
薄井が遺体で発見された後は真っ先に疑いをかけられるが、殺害を否定し、逆に水希達1人1人に疑いをかける。その後ハルが転落した際、初めて動揺した様子を見せ、水希に今までの行いを謝罪されると再び鬱憤を晴らそうとするが、水希の言葉や自身も水希らに酷いことをして来たことを真に受けて涙し、水希に真相を打ち明ける。薄井を殺害したのが日向だと明かされた後は、自暴自棄になった彼を恐れただ震えていたが、日向が自殺を図ろうとした際には彼を助ける。
ヘリコプターからの救助が来た際には再び父親に虐待される日々に戻ることを拒み、救出されることを嫌がったが、水希の言葉で立ち直る。事件後はハルに対して今までの行いを謝罪し、彼女と和解した。
市ノ瀬 ハル（いちのせ ハル）
水希のクラスメイトで、水希同様さくらのグループの一員だった少女。背が高く茶髪のショートヘア。さくらグループからはハルと呼ばれていた。
さくらとは中学の頃からの親友で、自分の無愛想で不器用な性格を理解して友達になってくれた彼女のことを大変慕っていた。そのためさくらの死を知った際には大きなショックを受け、半狂乱に陥っていた。盛重のことは水希や巌と共にからかい半分にいじめていた。水希とは友人関係にあったが、さくらと同じ大学に進学を希望しながら成績があまりよくない自分に比べ、容姿も成績も良い水希に対して密かに劣等感を抱いていた。
事故に遭った後、盛重がさくらの死を喜んでいるのを見て彼女を殺そうとしたが、豹変した盛重の反撃に遭って左頬を負傷（以降、その時の傷が残っている）。その際、盛重に従うことを選択した水希に対し怒りを覚え、以前からさくらに気に入られていた水希を嫌っていた事実を吐露する。
その後は盛重に従わずバスに戻ったが、食べ物が無かったために水希達の元へ戻って来たところ、盛重の策略により水希と争うよう仕向けられるが、神矢に止められる。自身の行った行為を反省して水希に謝罪し、彼女と和解。水希や神矢と一緒に食料を集めるようになる。しかし、後に薄井が遺体となって発見された際、同じ現場にいた盛重を疑うが、拘束するかという投票でハル以外の全員が「拘束しない」と書いていた上、その後盛重と揉み合いになった時に薄井の湿布と防犯ブザーが彼女のポケットから見つかってしまったことから一転して疑いの目を向けられるようになり、孤立して錯乱した末に崖から転落する。
その時の状況から水希たちには死亡したと思われていたが実は生きており、自分は人を殺していないという真実を水希に伝えるため、懸命に生き続けていた。事件後は盛重に謝罪されると共に、自身も学校生活での今までの行いを謝罪し、彼女と和解した。
薄井 千影（うすい ちかげ）
水希のクラスメイト。事故で足を怪我し、身動きがままならなくなる。おさげが特徴で、親指の爪を噛む癖がある。
名前の通り、クラスでの立場は地味で控え目。今まで両親に過保護に育てられたため、気弱で自己主張が弱く、他人を当てにして行動することが多い。そのため、事故に遭う前はさくらのグループが盛重をいじめていることを良く思っていなかったが、自分がいじめられるのを恐れて何もできずにおり、間接的にいじめに加わった形になってしまっていたことを盛重に恨まれていた。
事故に遭ってからは豹変した盛重を恐れ、彼女に従っていた。更に足の怪我が悪化したため、水希たちに見捨てられ、奴隷にされると思い込んで錯乱し、盛重の持っていた鎌を奪い逃亡。水希から引き止められるも、盛重をいじめていた彼女らを信用出来ず、1人で森の中へ逃亡してしまった。その後、日向と出会うが、再び自暴自棄になって逃走。崖から転落しそうになった所を日向が救出しようとするも、運悪く鎌が彼女の背中を切りつけ死亡。後に水希と神矢に発見され、遺体は埋葬された。
荷物の準備まで両親がやっており、その影響か、防犯ブザーや両親が書いたネームプレートをバッグに付けていた。薄井の死後、市ノ瀬のポケットからその防犯ブザーや膝の湿布が発見され、そのことが水希たちを再び混乱に陥れることとなる。
日向 晴明（ひなた はるあき）
水希のクラスメイトで、生き残った生徒の中で唯一の男子生徒。水泳部所属で、同じく1年だけ水泳部に所属していた水希とは親しい。サイズの大きい水泳部のチームジャンパーを羽織っている。両親と兄との4人家族。
事故直後は水希達5人とは出会えずに1人で行動していたが、川に落ちた水希を助けたことがきっかけで彼女と再会し、水希らのメンバーに加わった。ポジティブで純朴な性格であり、皆で一緒に帰ろうと水希らに希望をもたらすも、彼の存在が再び混乱を巻き起こすこととなる。5人を支配していた盛重に対しても気さくに接するが、男を嫌っている彼女には好かれておらず、また神矢からは疑いの眼を向けられている。常に笑顔を絶やさず、明るくふるまっているが、不審な行動が目立つ。
実は薄井を殺害した張本人。事故とはいえ彼女を殺してしまい、また薄井の貼っていた湿布や防犯ブザーをハルのポケットにこっそり入れたことで、ハルをも自滅に追いやってしまったため、罪悪感から抜け出せずにいた。紛失したと見られていた鎌は、彼の背中にずっと隠されていた。
水希に殺人事件の真相を突きつけられた際には、彼女を泣く泣く殺そうとするが、神矢の合流により止められる。事がばれることを恐れ、全てを闇に葬ろうと自暴自棄になり、生存者全員を殺して自分だけが救出されることを企んだが、抵抗して神矢の背中を鎌で切りつけてしまったことで我に返り、自殺を図るも盛重に助けられる。その後は罪を犯した事実から逃げず、今野達と共にヘリコプターで救出される。
山から生還した後は警察に拘留され、懺悔の意味もあってか、散髪していた。水希や神矢に対する殺人未遂で告訴される可能性を指摘されるが、「自分の行為には責任を取る」と発言している。また、同時に水希に対する好意を打ち明けていた。
姫澤 さくら（ひめざわ さくら）
水希のクラスメイト。容姿と成績に恵まれ、教師や生徒から人気が高い生徒だったが、バスの転落事故で命を落とす。
クラスを支配する女王的存在であり、機嫌が悪くなるとその原因を作った人間を水希らと一緒にいじめていた。実は周りの人間はそのことを知っていたが、外面は良かったためか人気は絶えることはなかった。ハルとは中学時代からの親友であり、彼女からは非常に慕われ、彼女の姉的存在であった。「世間はバカとブスには冷たい」という考えを持っており、人生を楽しむため水希たちにファッションや勉強等の処世術を教えた。
盛重を嫌っており、水希たちと一緒にいじめていたために、彼女のノートに書いてある「処刑者リスト」では断トツだった。また、一時期盛重へのいじめをとがめた神矢をからかったこともあった。彼女の死が水希たちの様々な混乱を引き起こすこととなる。
巌 めぐみ（いわお めぐみ）
水希やハルと同じく、さくらのグループの一員だった少女。さくらと同じくバスの事故で死亡する。
明るく天真爛漫な性格で、グループのムードメーカー的存在であった。水希やハルと共に盛重をいじめており、一時期盛重へのいじめを咎めた神矢をからかったこともあった。
済田（すみた）
水希のクラスの担任である教師。天然且つ天真爛漫な性格で、クラスの生徒からは「えりちゃん先生」と呼ばれていた。バスの事故で死亡する。
事故に遭う前に、交流キャンプの会場での草刈りのために草刈り用の鎌を持って来ていた。この鎌が彼女の死後、盛重の手に渡り、様々な混乱を引き起こす種となる。
サエコ
水希の中学生時代の友人。かつて友達グループのリーダー各の少女が好きだった男子生徒と付き合ったことで、友達グループに仲間外れにされかけ、そのことで昔から仲の良い水希に庇われたにもかかわらず、友達グループの中で水希に対する反感が増すと、手の平を返して彼女を裏切る。この時に抱いた疎外感が原因で、水希は人間関係において強い上昇志向を持つようになってしまう。

## 書誌情報
- すえのぶけいこ 『リミット』 講談社〈別フレKC〉 全6巻
  1. 2010年2月12日発売、ISBN 978-4-06-341668-8
  2. 2010年6月11日発売、ISBN 978-4-06-341690-9
  3. 2010年11月12日発売、ISBN 978-4-06-341715-9
  4. 2011年3月11日発売、ISBN 978-4-06-341734-0
  5. 2011年7月13日発売、ISBN 978-4-06-341750-0
  6. 2011年12月13日発売、ISBN 978-4-06-341776-0

## テレビドラマ
2013年7月13日から9月28日まで毎週土曜日0:12 - 0:52（金曜日深夜）に、テレビ東京系の「ドラマ24」枠で放送された。主演は桜庭ななみ。第11話は番組編成の都合上0:42 - 1:22に放送。
なお本項目では日時表記を日本標準時で記載し、提出された出典内容や公式サイトで表示されている内容とは異なる。

### キャスト
詳細な人物詳細は上記原作部分のそれぞれの人物説明を参照。

#### 神奈川県立陽乃高等学校

##### 転落事故の生存者
今野水希（こんの みずき）
演 - 桜庭ななみ（少女期：宮永柚葵）
2年4組生徒。さくらの親友。父と離れて暮らす。過去にいじめられた経験を持つが、さくら達が行ういじめには口を出せずにいる。
神矢知恵子（かみや ちえこ）
演 - 土屋太鳳
2年4組生徒。4人兄弟の長女。正義感が強い。咄嗟の判断力にも優れていて、当初から観光バスの運転手の異変に気づいていた。
日向晴明（ひなた はるあき）
演 - 鈴木勝大
2年4組生徒。水希に好意を抱くが、彼女の自分に対する態度を気にしていた。実は転落事故で生存しており、途中から今野たちの仲間に加わる。
市ノ瀬ハル（いちのせ ハル）
演 - 工藤綾乃
2年4組生徒。さくら、水希の親友。さくらと水希の関係に嫉妬し、劣等感を募らせ、ストレスから過食症を患う。さくらと一緒に盛重をいじめている。
薄井千影（うすい ちかげ）
演 - 増田有華
2年4組生徒。気弱な性格。余計な争いごとに巻きこまれないよう、クラスの中で存在感を消していた。
盛重亜梨紗（もりしげ ありさ）
演 - 山下リオ
2年4組生徒。漫画を書くのが趣味。通称「モリコ」。いつも意地悪をしてくるさくらグループや両親に愛されている薄井を憎んでいる。家庭環境は裕福だったが、父親からの日常的な暴力に怯えていた。

##### 転落事故の死亡者
姫澤さくら（ひめさわ さくら）
演 - 高田里穂
2年4組生徒。さくらグループの中心人物。成績優秀で教師や親受けもいいが、影で盛重をいじめている。観光バスの転落事故で命を落とす。
竹田絵里加（たけだ えりか）
演 - 森谷ふみ
2年4組担任。交流キャンプ最終日の大掃除に使用する鎌を学校から持参する。転落事故によって死亡。
山崎智也
演 - 黒田浩史
教諭。体調不良の五十嵐に代わり交流キャンプの引率をするが、転落事故によって死亡。

##### 教員
馬淵
演 - 大石吾朗
校長。生徒の安否よりも学校側の対面を気にして、真っ先に教育委員会の指示を仰ぎ、事態の把握が遅れた事実をもみ消そうとした。
光岡百合子
演 - 山本裕子
2学年主任。生徒と共にバスが失踪した事実を隠蔽しようとする学校側に代わり、生徒たちが失踪したことを警察に伝える。
五十嵐亘（いがらし わたる）
演 - 窪田正孝
2年4組副担任。仇名は「イガピー」。
体調不良で交流キャンプの引率が出来なくなり、山崎に代わってもらい学校に残る。生徒のことをよく考える教師だが、電話の聞き間違いにより、バス失踪の対応の遅れを招いてしまう。
ドラマオリジナルキャラクター。

#### 生徒の家族
今野遥
演 - 滝裕可里
水希の姉。東都新聞社社会部記者。 水希の安否を心配しているが、突然舞い込んできた記者としてのチャンスに喜びを感じる一面を持つ。
今野寿美代
演 - 舟木幸
水希の母親。
盛重英次
演 - 冨家規政
亜梨紗の父親。住日物産経営企画部部長。家庭では妻や娘に過度な暴力を働いている。事故の後、子供を心配する素振りもみせず、校長に対して賠償請求を問う。
神矢理子
演 - 古小路志音
神矢優太郎
演 - 土師野隆之介
神矢真実子
演 - 平澤宏々路
上記3名は知恵子の兄弟。
今野博和（こんの ひろかず）
演 - 渡辺いっけい
水希の父親。突然仕事をやめ、現在はプラネタリウムに勤務しているがそのことが原因で妻と離婚してしまった。
ドラマオリジナルキャラクター。

#### 神奈川観光バス
板垣
演 - 清水一彰
社長。バス運転手の超過勤務が事故原因だと世間に知られるまえに、勤務表などを隠蔽する。
日下部
演 - 中谷竜
社員。
大宮
観光バス運転手。超過勤務による過労状態で運転していたことから、転落事故を引き起こす。

#### その他
サエコ
演 - 梶原ひかり
水希の中学校時代の友人。
長崎明彦
演 - 松澤一之
神奈川県警察 刑事。階級は警部。
韮沢祐二
演 - 市橋正光
東都新聞社社会部部長。今野遥の上司。

### スタッフ
- 原作 - すえのぶけいこ『リミット』（「別冊フレンド」 / 講談社）
- 脚本 - 清水友佳子、山岡潤平、千寿みのり、谷岡由紀
- 音楽 - 遠藤浩二
- 演出 - 塚原あゆ子、高野英治、加藤尚樹
- 主題歌 - bump.y｢SAVAGE HEAVEN｣（ポニーキャニオン）[16]
- エンディングテーマ - ν[NEU]｢APOLLON｣（アミディア / ポニーキャニオン）[17]
- 演出補 - 加藤尚樹、松本桂子、高市輝久
- 漫画協力 - 駒村佳子
- CG - 本田貴雄
- チーフプロデューサー - 岡部紳二（テレビ東京）
- プロデューサー - 中川順平（テレビ東京） / 新井順子、塚原あゆ子（ドリマックス）
- プロデューサー補 - 濱谷晃一、小松幸敏、勝野逸未
- 制作 - テレビ東京、ドリマックス
- 製作著作 - 「リミット」製作委員会

### 放送日程
| 放送回 | 放送日  | サブタイトル                                            | 脚本       | 演出       |
| ------ | ------- | ------------------------------------------------------- | ---------- | ---------- |
| 第1話  | 7月13日 | 女子高生5人の衝撃サバイバルサスペンス絶対に生きて帰る!! | 清水友佳子 | 塚原あゆ子 |
| 第2話  | 7月20日 | 女子高生サバイバル ここは学校じゃない！奴隷はお前だ!!   | 山岡潤平   | 塚原あゆ子 |
| 第3話  | 7月27日 | 女子高生5人が山で遭難！嫉妬、暴力、殺意…極限サバイバル  | 山岡潤平   | 高野英治   |
| 第4話  | 8月03日 | 女子高生サバイバル女帝の転落!? もう1人の生存者          | 清水友佳子 | 高野英治   |
| 第5話  | 8月10日 | 女子高生サバイバル火災発生！6人目の生存者は敵か味方か!? | 千寿みのり | 塚原あゆ子 |
| 第6話  | 8月17日 | 女子高生サバイバルついに最悪の事態が…生き残るのは誰だ!? | 清水友佳子 | 高野英治   |
| 第7話  | 8月24日 | ついに第1の殺人…犯人は5人の中に！                       | 山岡潤平   | 加藤尚樹   |
| 第8話  | 8月31日 | 限界突破サバイバル見えない真犯人…もう1人の犠牲者！      | 谷岡由紀   | 塚原あゆ子 |
| 第9話  | 9月07日 | 疑惑の行方…ついに暴かれる真犯人！                       | 清水友佳子 | 加藤尚樹   |
| 第10話 | 9月14日 | 悪魔の囁き…真実が解き明かされる！                       | 山岡潤平   | 塚原あゆ子 |
| 第11話 | 9月21日 | 生き残るのは誰だ!? 最後のサバイバル！                   | 清水友佳子 | 加藤尚樹   |
| 最終話 | 9月28日 | 最終回…絶対生きて帰る！前へ、明日へ                     | 清水友佳子 | 塚原あゆ子 |

### ネット局
| 放送対象地域   | 放送局                 | 系列                          | 放映期間・曜日・時間           | 放映期間・曜日・時間 |
| -------------- | ---------------------- | ----------------------------- | ------------------------------ | -------------------- |
| 関東広域圏     | テレビ東京 【制作局】  | テレビ東京系列                | 2013年7月12日 - 9月27日        | 金曜 24:12 - 24:52   |
| 北海道         | テレビ北海道           | テレビ東京系列                | 2013年7月12日 - 9月27日        | 金曜 24:12 - 24:52   |
| 愛知県         | テレビ愛知             | テレビ東京系列                | 2013年7月12日 - 9月27日        | 金曜 24:12 - 24:52   |
| 岡山県・香川県 | テレビせとうち         | テレビ東京系列                | 2013年7月12日 - 9月27日        | 金曜 24:12 - 24:52   |
| 福岡県         | TVQ九州放送            | テレビ東京系列                | 2013年7月12日 - 9月27日        | 金曜 24:12 - 24:52   |
| 大阪府         | テレビ大阪             | テレビ東京系列                | 2013年7月15日 - 9月30日        | 月曜 23:58 - 24:40   |
| 奈良県         | 奈良テレビ             | JAITS                         | 2013年7月19日 - 10月4日        | 金曜 25:30 - 26:05   |
| 広島県         | 広島テレビ             | 日本テレビ系列                | 2013年8月4日 - 10月20日        | 日曜 25:50 - 26:30   |
| 山形県         | テレビユー山形         | TBS系列                       | 2013年8月30日 - 11月22日       | 金曜 24:50 - 25:30   |
| 石川県         | 北陸放送               | TBS系列                       | 2013年9月5日 - 11月25日        | 月曜 25:03 - 25:43   |
| 福島県         | 福島中央テレビ         | 日本テレビ系列                | 2013年9月12日 - 11月28日       | 木曜 25:28 - 26:08   |
| 鹿児島県       | 鹿児島放送             | テレビ朝日系列                | 2013年10月5日 - 12月28日       | 土曜 25:45 - 26:25   |
| 日本全域       | BSジャパン             | テレビ東京系列 BSデジタル放送 | 2013年10月6日 - 12月22日       | 日曜 24:00 - 24:35   |
| 滋賀県         | びわ湖放送             | JAITS                         | 2013年10月9日 - 12月25日       | 水曜 23:58 - 24:45   |
| 熊本県         | くまもと県民テレビ     | 日本テレビ系列                | 2013年10月12日 - 2014年1月25日 | 土曜 25:00 - 25:40   |
| 和歌山県       | テレビ和歌山           | JAITS                         | 2013年10月19日 - 2014年1月11日 | 土曜 24:00 - 24:40   |
| 岩手県         | IBC岩手放送            | TBS系列                       | 2013年11月1日 - 2014年1月17日  | 金曜 24:55 - 25:35   |
| 鳥取県・島根県 | 日本海テレビ           | 日本テレビ系列                | 2014年1月10日 - 3月28日        | 金曜 26:25 - 27:05   |
|                | ホームドラマチャンネル | ＣＳ放送                      | 2015年12月16日 - 2016年3月2日  | 水曜 17:00 - 17:40   |

| テレビ東京 ドラマ24                             | テレビ東京 ドラマ24                  | テレビ東京 ドラマ24                       |
| 前番組                                          | 番組名                               | 次番組                                    |
| ----------------------------------------------- | ------------------------------------ | ----------------------------------------- |
| みんな!エスパーだよ! （2013年4月12日 - 7月5日） | リミット （2013年7月12日 - 9月27日） | 殺しの女王蜂 （2013年10月4日 - 12月20日） |